# 3786 Yamada
3786 Yamada eller 1988 AE är en asteroid i huvudbältet, som upptäcktes den 10 januari 1988 av den japanske amatörastronomen Takuo Kojima i Chiyoda. Den är uppkallad efter japanen Sakao Yamada.
Asteroiden har en diameter på ungefär 12 kilometer och den tillhör asteroidgruppen Maria.